# Borgosesia Calcio
Borgosesia Calcio to włoski klub piłkarski z siedzibą w mieście Borgosesia. Klub został założony w 1925 roku. Borgosesia gra obecnie w Serie D. Barwy zespołu to ciemnoczerwone.